# 永田浩之
永田 浩之（ながた ひろゆき、1988年10月3日 - ）は、日本のプロゲーマー 、YouTuber である。2人組YouTuber「さよドラ」のメンバー。

## 略歴
活動ネーム「えいた」の由来は本名の永田の音読みから来ている。専門学生のころ、格ゲープレイヤーだった友人とゲームセンターに行ったことが格ゲーを始めるきっかけとなった。初めてプレイしたのはストリートファイターIV。
2019年9月22日、タレントの梨蘭との結婚を発表した。

## 主な戦績
2010年
- ストリートファイターIV5on5「究-kiwami-」 第一章 準優勝 【王下七武海】 えいた/リクそん?/Y24/キグナス?/ナイキ
- 闘劇10 スト4 本戦出場 【ピエプレッシャー】 ピエ?/てつこ?/えいた
- The Evolution Championship Series 2010 出場
- World Game Cup（フランス） マスターシリーズ 優勝
- World Game Cup（フランス） 2on2 優勝 ウメハラ/えいた

2011年
- ストリートファイターIV5on5「究-kiwami-」 第二章 準優勝 【鏖】 金デヴ/ハイタニ/MDR/生駒デビル/えいた
- 名古屋ストリートバトル24 優勝 1P/飛びが落ちねーよ/えいた
- 名古屋ストリートバトル25 準優勝 金デヴ/COOP/えいた
- 名古屋ストリートバトル28 優勝 金デヴ/RF/えいた
- acho スーパーストリートファイター4AE2012 3on3大会 2011/12/25 優勝 ハイタニ/えいた/RF

2012年
- スパ4AE Ver.2012 全国大会～格闘ひな祭り～前夜祭5on5 優勝 【The World Is Mine】 えいた/キャベツ/金デヴ/どぐら/ハイタニ
- Shadowloo Showdown 2012 （オーストラリア） スパ4AE Ver.2012 優勝（豪鬼）
- 第2期 TOPANGAリーグ（B） 優勝（豪鬼）
- ストリートファイター25周年 公式全国大会 格闘秋祭り スパ4AE2012部門 4位（豪鬼）

2013年
- Stunfest 2013（フランス） スパ4AE2012 3位（豪鬼）
- Stunfest 2013（フランス） UMVC3 準優勝（ノヴァ/Dr.ドゥーム/バージル）
- EVO2013（アメリカ） UMVC3 17位（ノヴァ/Dr.ドゥーム/バージル）

2014年
- South East Asia Major 2014（シンガポール） UMVC3 優勝（ノヴァ/Dr.ドゥーム/バージル）
- EVO2014（アメリカ） ウル4 13位（豪鬼）
- Thaigeruppercut Championship 2014（タイ） ウル4 7位（豪鬼、ケン、殺意リュウ）
- Mix Up Night #23 UMVC3 7位

2015年
- Shadowloo Showdown 6（オーストラリア） UMVC3 3位（ノヴァ/Dr.ドゥーム/バージル）
- Shadowloo Showdown 6（オーストラリア） KOF13 4位（ネスツ京/キング/キム）
- Shadowloo Showdown 6（オーストラリア） ウル4 4位（豪鬼）
- Mix Up Night #25 UMVC3 4位（ノヴァ/Dr.ドゥーム/バージル）
- Mix Up Night #25 ウル4 優勝（豪鬼）
- Stunfest 日本オンライン予選 powered by 指喧 ウル4 7位（豪鬼）
- Double Elimination（韓国） ウル4 7位（豪鬼）
- Stunfest 2015（フランス） UMVC3 4位（ノヴァ/Dr.ドゥーム/バージル）
- Stunfest 2015（フランス） ウル4 9位（豪鬼、殺意リュウ）
- South East Asia Major 2015（タイ） ウル4 17位（豪鬼）
- 第5回TOPANGAチャリティーカップ ウル4 ベスト8 【型破り】 ハイタニ/キャベツ/えいた/金デヴ/Xian
- EVO2015（アメリカ） ウル4 49位（豪鬼）

東京ゲームショウ2015 MadCatz日本大会 ウル4 49位（豪鬼）
- Milan Games Week（イタリア） ウル4 7位（豪鬼）

2016年
- Mix Up Night #31 スト5 9位（ケン）
- KSB2016 スト5 5位（ケン）
- Tokyo Offline Party2 スト5 優勝 【型破り】 ネモ(バルログ)/えいた(ケン)/ハイタニ（ネカリ）
- Thaigeruppercut Championship 2016（タイ） スト5 3on3 優勝 【HailMary】 どぐら（ベガ）/えいた（ケン）/GO1（春麗）
- Thaigeruppercut Championship 2016（タイ） スト5 優勝（ケン）
- Stunfest 2016（フランス） スト5 2on2 準優勝 【HailMary】 えいた（ケン）/GO1（春麗）
- Stunfest 2016（フランス） スト5 7位（ケン）
- RAGEマスターリーグ 玄武杯 スト5 ベスト16（ケン）
- TokyoButtonMashers スト5 25位（ケン）
- Taiwan Fighter Major2016(台湾) スト5 3on3 3位 【HailMary】 どぐら（ネカリ）/えいた（ケン）/GO1（春麗）
- Taiwan Fighter Major2016(台湾) スト5 5位（ケン）
- Community Effort Orlando 2016（アメリカ） スト5 33位（ケン）
- G-League（中国） スト5 5位（ケン）
- EVO2016（アメリカ） スト5 7位（ケン）
- RAGE Vol.2 GRAND FINALS スト5 5位（ケン）
- 第6回TOPANGAチャリティーカップ スト5 優勝 【HailxRazer】 エスタ(ガイル)/どぐら(ネカリ)/Xian(ファン)/えいた(ケン)/GO1(春麗)
- Well Played Cup スト5 4位（ケン）
- E-Sports Festival HongKong 2016（香港）スト5 準優勝（ケン）
- Ze Fighting Game 2016（中国） スト5 9位（ケン）
- Ze Fighting Game 2016（中国） スト5 3on3 優勝 【JAPAN】 かずのこ/板橋ザンギエフ/えいた
- Manila Cup 2016（フィリピン） スト5 5位（ケン）
- 東京ゲームショウ 2016（TGS2016） JAPAN CUP 2016 スト5 7位タイ（ケン）

AbugetCup(インドネシア) スト5 優勝(ケン)
- South East Asia Major 2016（シンガポール） スト5 3位（ケン）
- SoCal Regionals 2016（アメリカ） スト5 3on3 7位 【Hail Mary】 GO1/えいた/どぐら
- SoCal Regionals 2016（アメリカ） スト5 17位（ケン）
- G-Star 2016: CPT アジア地区決勝（韓国) スト5 9位（ケン）
- Capcom Cup 2016（アメリカ） スト5 13位（ケン）

2017年
- 第6期 TOPANGAリーグ スト5 10位（ケン、豪鬼）
- ELeague Street Fighter V Invitational（アメリカ） スト5 9位タイ（ケン）
- RAGE Vol.4 ストリートファイターV オフライン予選大会 第5ターム スト5 準優勝（ケン）
- Capcom Pro Tour Online Asia 2 スト5 33位（ケン）
- 渋谷カジュアルマッチパーティー9 スト5 3on3 ベスト8 【えいた貼り付け＾＾】 えいた（ケン）/板橋ザンギエフ（ザンギエフ）/D44（ネカリ）
- EVO2017（アメリカ） スト5 65位（ケン）
- Japan Cup 2017 スト5 17位（ケン）
- Canada Cup 2017(カナダ) ウル4 4位(豪鬼、リュウ）
- Canada Cup 2017(カナダ) スト5 3on3 3位 【Team Japan 2】 えいた(ケン)/マゴ(かりん)/ももち(ケン)/板橋ザンギエフ（ザンギエフ）/もけ（ラシード）
- Canada Cup 2017(カナダ) スト5 33位（ケン）

2018年
- EVO Japan 2018 スト5AE 97位（ケン）
- ドラゴンボール ファイターズ 超・バトルトーナメント ＠闘会議2018 ベスト8（人造人間18号/トランクス/ベジータ）
- Thaiger Uppercut 2018（タイ） スト5AE 17位（ケン）
- Thaiger Uppercut 2018（タイ） DBFZ 9位（人造人間18号/セル/ベジータ）
- Fighter's Spirit 2018（韓国） スト5AE 33位（ケン）
- Saigon Cup 2018（ベトナム） スト5AE 17位（ケン）
- Saigon Cup 2018（ベトナム） スト5AE 3on3 4位 えいた/ハイタニ/ボンちゃん
- Saigon Cup 2018（ベトナム） ドラゴンボールファイターズ 3位（バーダック/セル/ベジータ）
- CEO 2018（アメリカ） スト5AE 49位（バーダック/セル/ベジータ）
- CEO 2018（アメリカ） スト5AE 33位（ケン）
- EVO2018（アメリカ） スト5AE 513位（ケン）
- EVO2018（アメリカ） 129位タイ（バーダック/セル/ベジータ）
- TWFighter Major 2018（台湾） スト5AE 33位（ケン）
- TWFighter Major 2018（台湾） DBFZ 9位（バーダック/孫悟飯（青年期）/トランクス）

2019年
- EVO2019（アメリカ） スト5AE 65位（ケン）
- EVO2019（アメリカ） DBFZ 65位（バーダック/青年悟飯/ヤムチャ）
- EVO2019（アメリカ） サムスピ 65位（幻十郎）